# Février 1879

## Événements

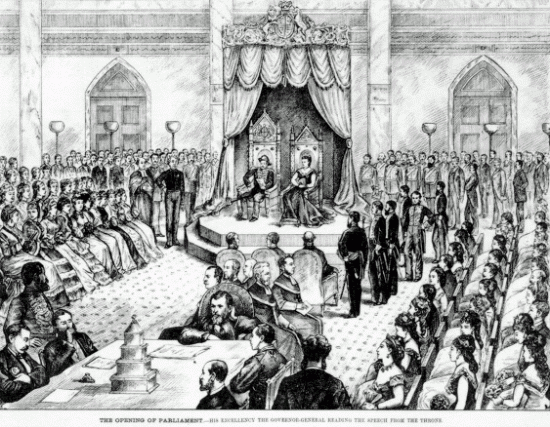
22 février : ouverture du Parlement canadien

- 4 février, France : gouvernement William Henry Waddington. Il s’engage dans une politique de laïcisation de l’État avec le dépôt de projets de loi contre les ordres enseignants. Jules Ferry devient ministre de l’Instruction publique.
- 6 février, Jules Grévy, Celui qui plus tard sera le président de la république publie sa vision de la fonction présidentielle.

- 13 février : ouverture de la 4e législature du Canada.

- 14 février :
  - La Marseillaise devient l'hymne national français.
  - Début de la guerre du Pacifique du Chili contre le Pérou et la Bolivie pour le contrôle des gisements de nitrate du désert d'Atacama. La Bolivie et le Pérou, liés par un pacte secret, et croyant s’imposer facilement par les armes, refusent l’arbitrage international. Fin en 1883 par la victoire du Chili qui conquiert les provinces d’Antofagasta sur la Bolivie et de Tarapacá sur le Pérou et devient la principale puissance de la côte Pacifique..
    - Les forces armées Chiliennes sont les premières à se mettre en action et prennent le port d'Antofagasta alors bolivien.

- 16 février :
  - guerre du Pacifique : le Chili prend le centre minier de Caracoles.
  - Arrivée en Inde de Mme Helena Blavatsky et du colonel américain Henry Steel Olcott de la société théosophique, qui reconnaît la religion, les rites et les institutions hindoues comme l’une des plus hautes formes de sagesse et de pensée humaine.

- 17 février : la congrégation des Pères blancs, catholique, s’installe au Bouganda.

- 22 février : publication à Genève du Révolté, journal anarchiste fondé par Pierre Kropotkine, François Dumartheray et Herzig.

- 27 février, France : les religieux sont exclus du Conseil supérieur des universités.

## Naissances
- 1er février : Henri Chrétien, inventeur français du dispositif optique de l'Hypergonar sur lequel est basé le CinemaScope († 1956).
- 6 février : 
  - Catherine Cummins, sœur de la Charité irlandaise († 11 novembre 1967).
  - Emile Othon Friesz, peintre français.
- 14 février : Eli Burton, physicien.
- 20 février : Bombita (Ricardo Torres Reina), matador espagnol († 29 novembre 1936).
- 22 février : Joannes Bronsted, chimiste danois.
- 26 février : Franck Bridge, compositeur britannique († 10 janvier 1941).

## Décès
- 4 février : Michael Echter, peintre allemand (° 5 mars 1812).
- 10 février : Honoré Daumier, sculpteur, lithographe et peintre français.